# Santa Maria del Cedro
Santa Maria del Cedro est une commune de la province de Cosenza, dans la région Calabre, en Italie.

## Administration
| Période                                  | Période | Identité | Étiquette | Qualité |
| ---------------------------------------- | ------- | -------- | --------- | ------- |
|                                          |         |          |           |         |
| Les données manquantes sont à compléter. |         |          |           |         |

### Hameaux
Marcellina

## AOP de cédrat
Cedro di Santa Maria del Cedro est une AOP de cédrat obtenue en 2023 qui couvre le communes de Aieta, Belvedere Marittimo, Bonifati, Buonvicino, Cetraro, Diamante, Grisolia, Maierà, Orsomarso, Papasidero, Praia a Mare, Sangineto , San Nicola Arcella, Santa Domenica Talao, Santa Maria del Cedro, Scalea, Tortora, et Verbicaro.

### Communes limitrophes
Grisolia, Orsomarso, Scalea, Verbicaro